# دامنة (فريدن)
دامنة (بالفارسية: دامنه) هي منطقة سكنية تقع في إيران في البلدة المركزية. يقدر عدد سكانها بـ 4,513 نسمة .